# Wiedlisbach
Wiedlisbach ist eine politische Gemeinde im Verwaltungskreis Oberaargau, dem nordöstlichsten Teil des Kantons Bern in der Schweiz. Der Name ist wohl abgeleitet von mittelhochdeutsch wîde (Weide, Weidenrute). Kern der Gemeinde ist das gleichnamige Städtchen mit seinem gut erhaltenen mittelalterlichen Ortskern, für den die Gemeinde mit verschiedenen Preisen ausgezeichnet wurde (1974 Henri-Louis-Wakker-Preis für beispielhafte Ortspflege, 1975 Auszeichnung durch den Europarat). Die meisten Gebäude sind in Privatbesitz.
Die Gemeinde liegt am Jurasüdfuss zusammen mit den angrenzenden Gemeinden Attiswil im Westen, Rumisberg im Norden, Oberbipp im Osten sowie Wangen an der Aare im Süden.

## Geschichte

Luftbild aus 300 m von Walter Mittelholzer (1925)

In der Gegend um Wiedlisbach sind zahlreiche bronzezeitliche, römische und frühmittelalterliche Funde bekannt. Bis mindestens ins 3. Jahrhundert stand ca. 700 Meter südöstlich der Stadt ein Gutshof. Auf dem Walkihügel wird eine hochmittelalterliche Burganlage vermutet.

### Gründung und Stadtbefestigung
Die Gründung und Stadtrechtsverleihung – vermutlich aufgrund seiner strategisch wichtigen Lage an den Nord-Süd-Handelswegen – dürfte um 1240 zu datieren sein. Wiedlisbach wurde vom Graf Ludwig dem Älteren von Frohburg gegründet. Das Städtchen liegt an der Strasse von Basel über Solothurn nach Biel.
Der Grundriss der Stadt bildet ein geschlossenes Rechteck, darin ist neben der Hauptgasse eine parallele Nebengasse.
Umgeben ist sie von einer 9 Meter hohen und 1,7 Meter dicken Ringmauer, die mit einem Zinnenkranz und einem hölzernen Wehrgang versehen ist. Die Frohburger errichteten in der Nordwestecke einen Wehrturm (Städtliturm), der dem örtlichen Vertreter des Stadtherrn vermutlich als Residenz diente.
Nahe der Nordostecke steht Schriftquellen zufolge seit der Gründung die Katharinenkapelle. Das Städtchen gehörte kirchlich zur Pfarrei Oberbipp.

### Erste Erwähnung
Das Oppidum Wiechtlispach wurde im Jahr 1275 erstmals erwähnt, es enthält die ummauerte und bergseits durch einen Graben geschützte Stadt, die über je ein Tor auf der Westseite (Bieltor) und der Ostseite (Baseltor) verfügt. Später wurden die beiden Stadttore mit Türmen befestigt, vorher waren diese Durchlasstore.

### Besitzerwechsel
Wiedlisbach ging auf die Herrschaft Bipp über und spätestens 1313 nachweislich an den Grafen von Neuenburg-Nidau. Dieser stiftete 1338 eine Kaplanei an der Kapelle. Zoll und Markt sind seit dem 14. Jahrhundert nachgewiesen. 1375 ging der Besitz an den Grafen Simon von Thierstein über, und beim Überfall der Söldner aus Frankreich Gugler verbrannte es vermutlich. Vermutlich 1406 ging der Besitz an den damaligen Staat und jetzigen Kanton Bern sowie Solothurn. Definitiv ab 1463 war Bern alleiniger Eigentümer.
Der Stadtvogt residierte in Bipp, da der Städtliturm zum Kornhaus umfunktioniert worden war. Ab dem 15. Jahrhundert kann man weitere öffentliche Bauten nachweisen, wie das gestiftete Spital aus 1487. Die Badstube, die Mühle und das Rathaus sollen seit mindestens dem 16. Jahrhundert existieren. Im 16. Jahrhundert lebten ca. 250 Einwohner im Städtchen, im 18. Jahrhundert rund 500. 1653 schloss sich Wiedlisbach im Bauernkrieg den Aufständischen an, daher besetzte Bern die Stadt und liess sie entfestigen, die Mauern und Türme wurden jedoch nicht geschleift. 1827 wurden die Stadttore abgebrochen und die Ringmauer an vielen Stellen durch Neubauten ersetzt.

### Erforschung
1984 gab es erstmals archäologische Forschungen, da ein Brand mehrere Häuser zerstört hatte und Grabungen ermöglichte. 1994–95 wurden die Fundamente der beiden Stadttore freigelegt, da die Hauptstrasse saniert wurde. Mit einem dreitägigen Fest im Juni 2005 feierte Wiedlisbach sein 750-jähriges Bestehen.

### Demenzdorf
Im Jahr 2022 eröffnete ein Demenzdorf namens Juradorf.

## Sehenswürdigkeiten
- Kornhaus/Museum – Ehemaliges Kornhaus, mehrheitlich von 1693. Diverse Nutzungen, seit 1955 Ortsmuseum.
- Restaurant «Krone» – Als Gasthaus «zum Rappen» im 16. Jahrhundert urkundlich erwähnt, 1800 vollständig niedergebrannt, 1823 als Gasthof «Krone» wieder aufgebaut.
- Gasthof «Schlüssel» – Bau- und lokalhistorisch wertvolles Gebäude. Verschwörungsstätte der Grafen von Kyburg gegen die Stadt Solothurn (1382). Hans Roth aus Rumisberg rettete die Stadt. Unterkunft von Kaiser Joseph II.
- Turm/Stadtmauer – Im 13. Jahrhundert erbauter Wohnturm. Diente vom 16. bis 19. Jahrhundert als Kornspeicher, heute wieder Wohnraum. Wahrzeichen von Wiedlisbach.
- Alte Mühle

## Verkehr
Wiedlisbach ist verkehrstechnisch gut erschlossen. Seit 1918 gibt es eine direkte Eisenbahnverbindung nach Solothurn und über Niederbipp nach Langenthal (ehemalige Solothurn-Niederbipp-Bahn). Im Dezember 2012 wurde die Neubaustrecke Niederbipp–Oensingen (wieder-)eröffnet, womit nun ein direkter Anschluss an das SBB-Fernstreckennetz besteht. Wangen an der Aare und die Berggemeinden Rumisberg und Farnern sind über eine Buslinie erschlossen. Der Anschluss zur Autobahn A1 (Bern–Zürich) ist wenige Minuten vom Ort entfernt.

## Persönlichkeiten
- Christian Amport (um 1540–1590), evangelischer Geistlicher und Hochschullehrer an der Hohen Schule in Bern

## Bilder

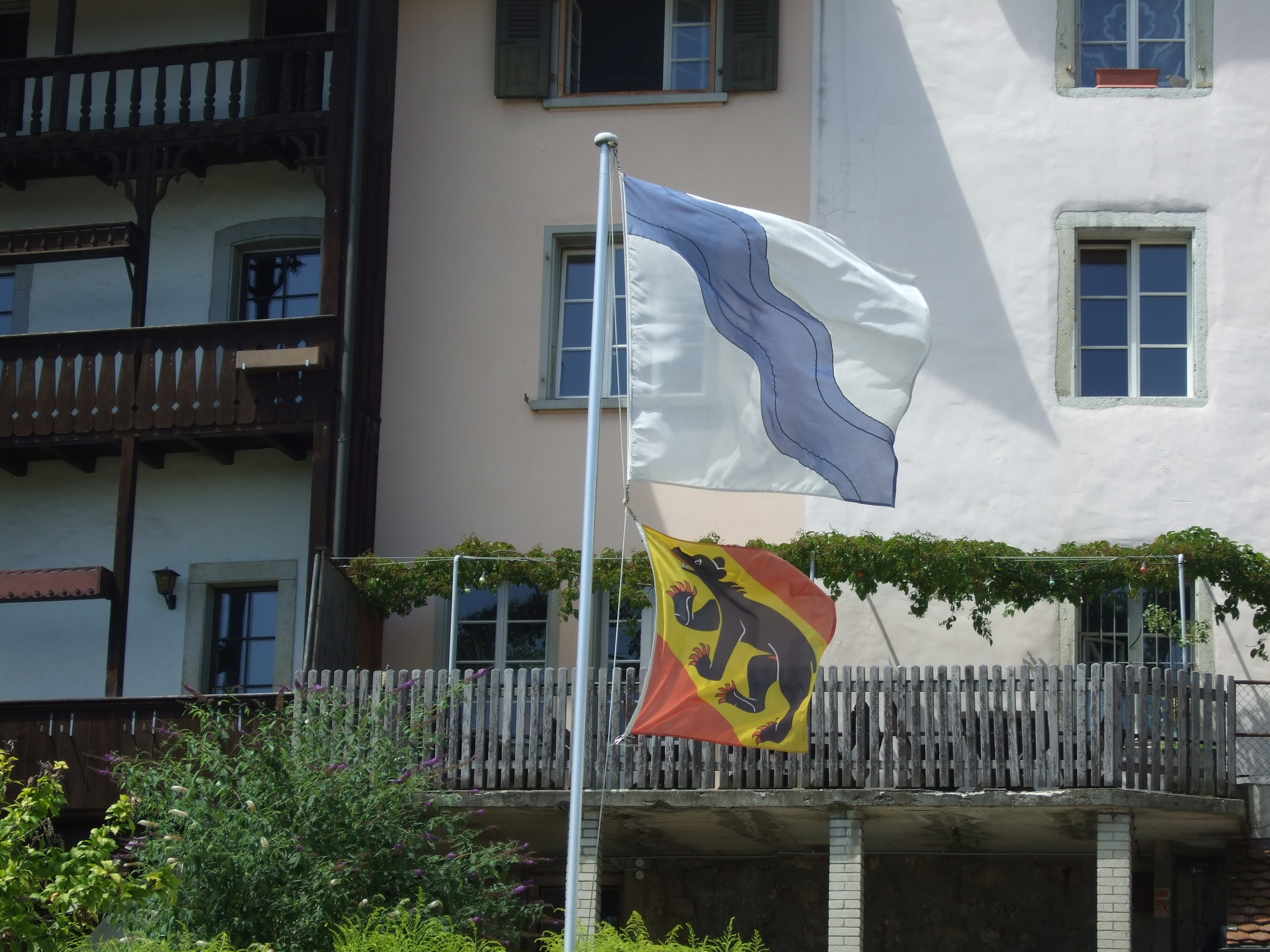
Gemeinde- und Kantonsfahne
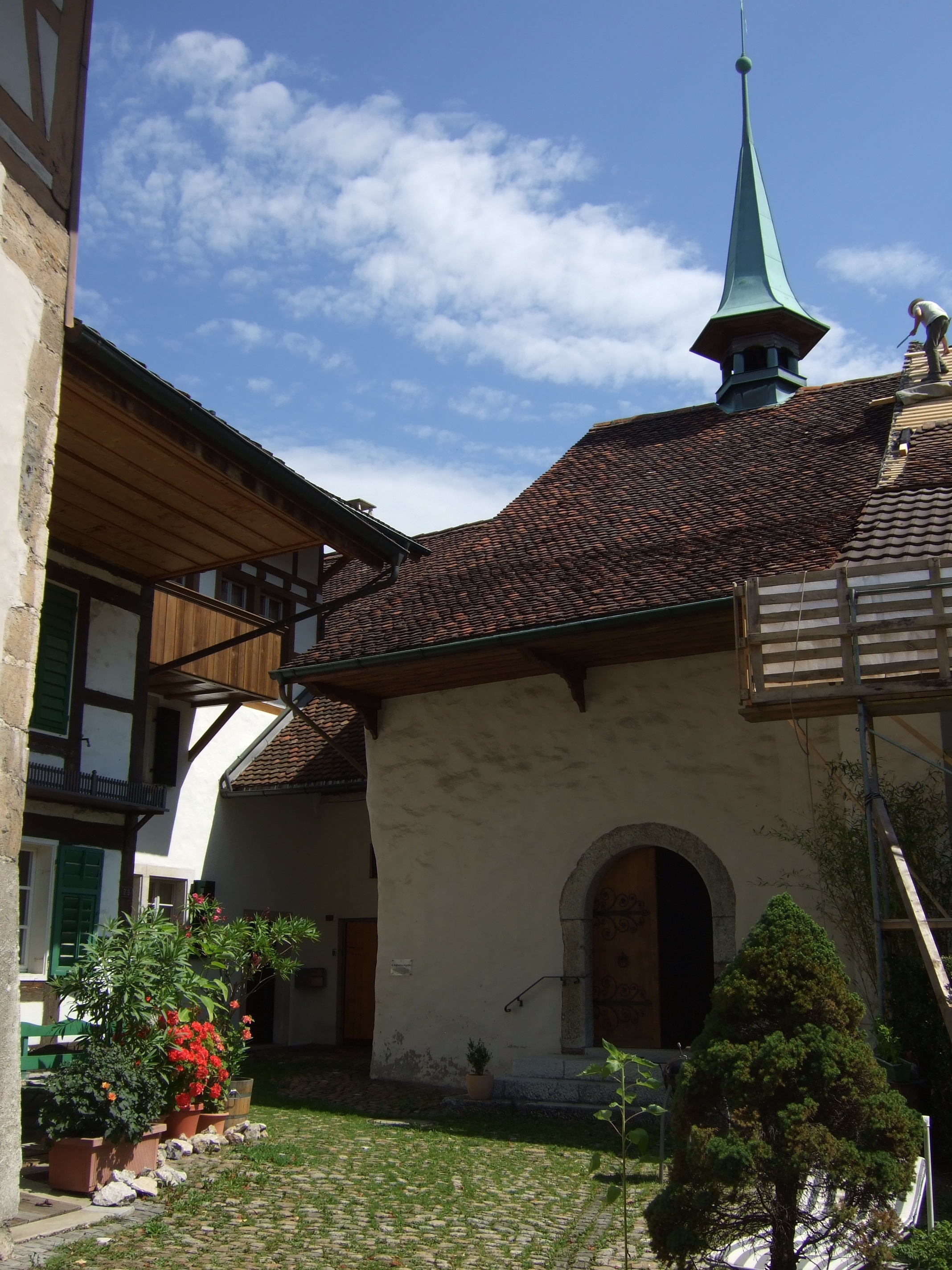
St.-Katharinen-Kapelle im Hinterstädtli
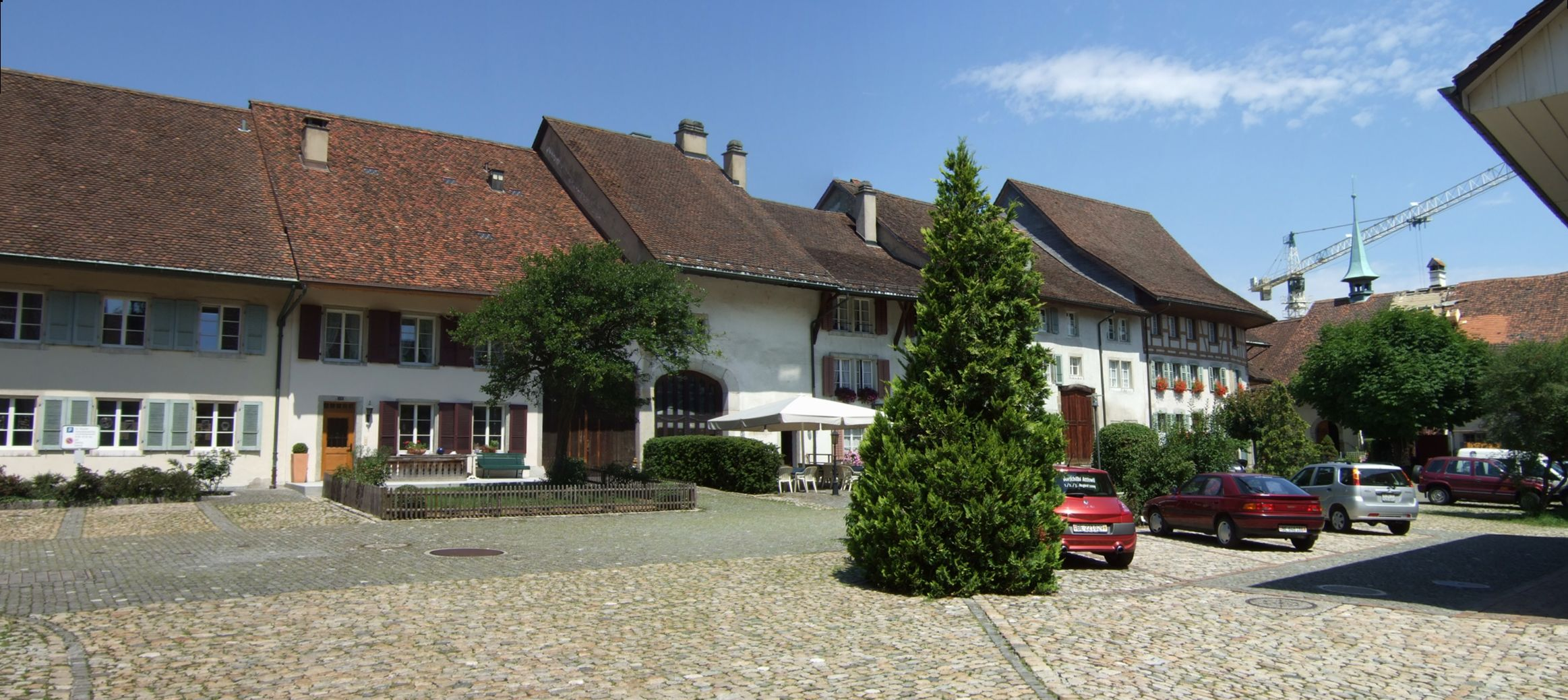
Hinterstädtli
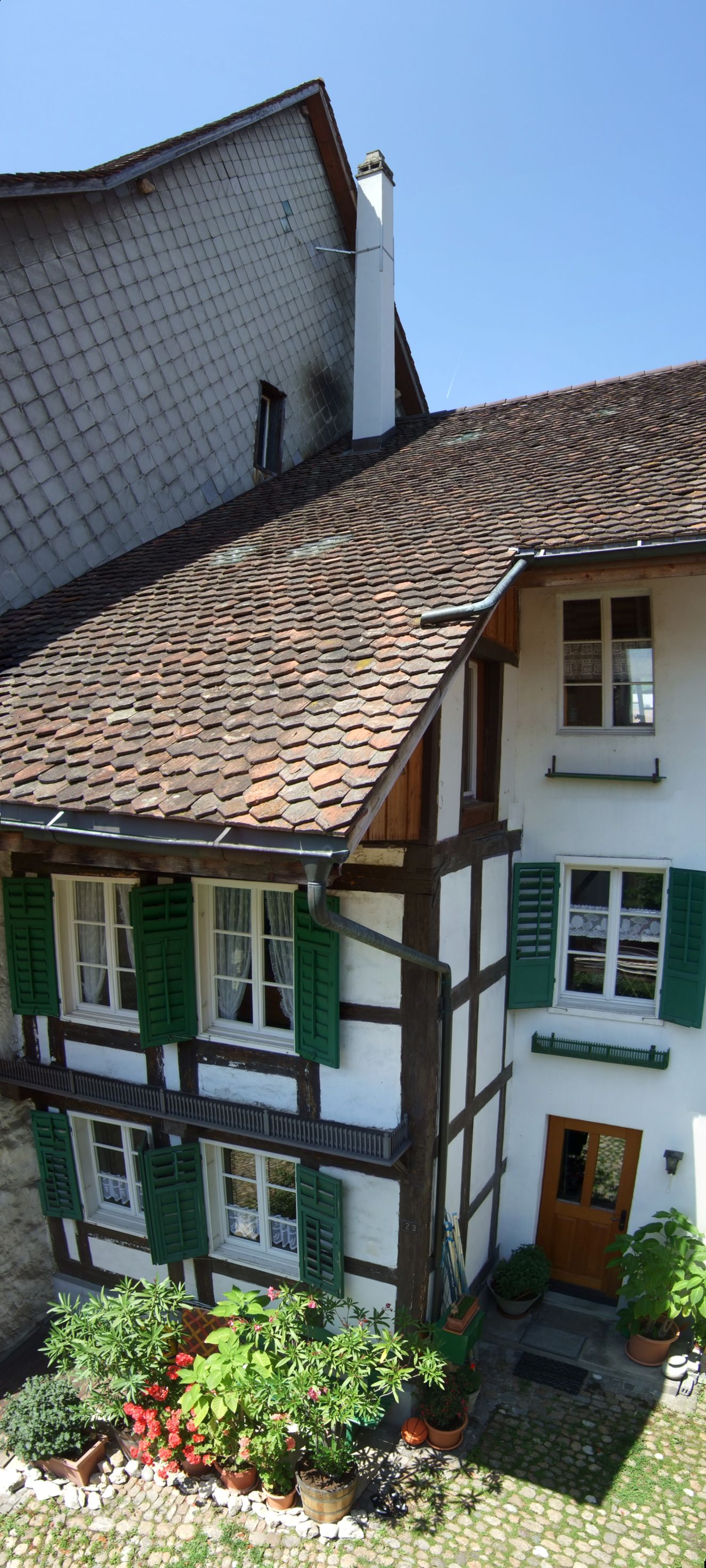
Haus im Hinterstädtli
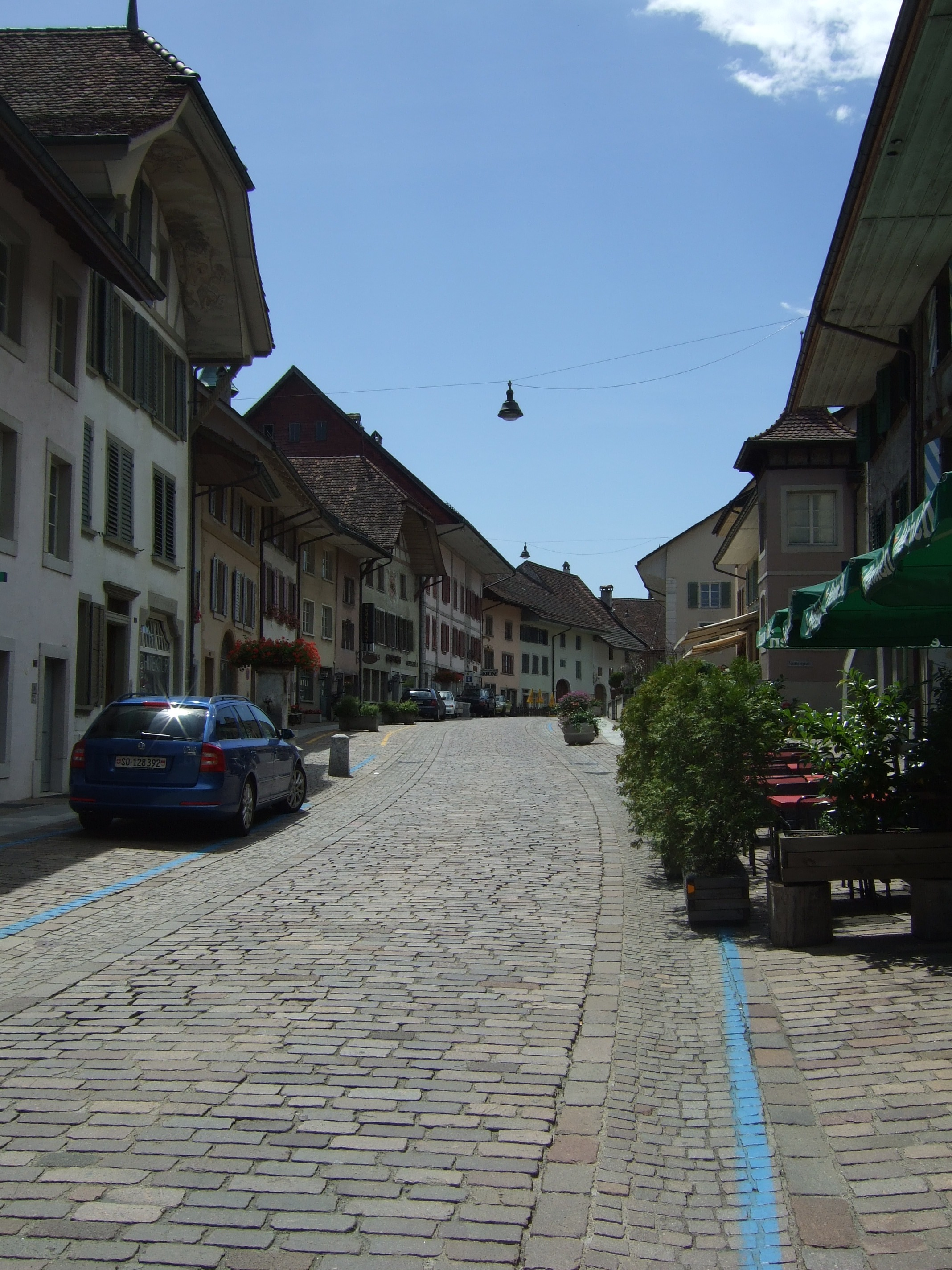
Städtli
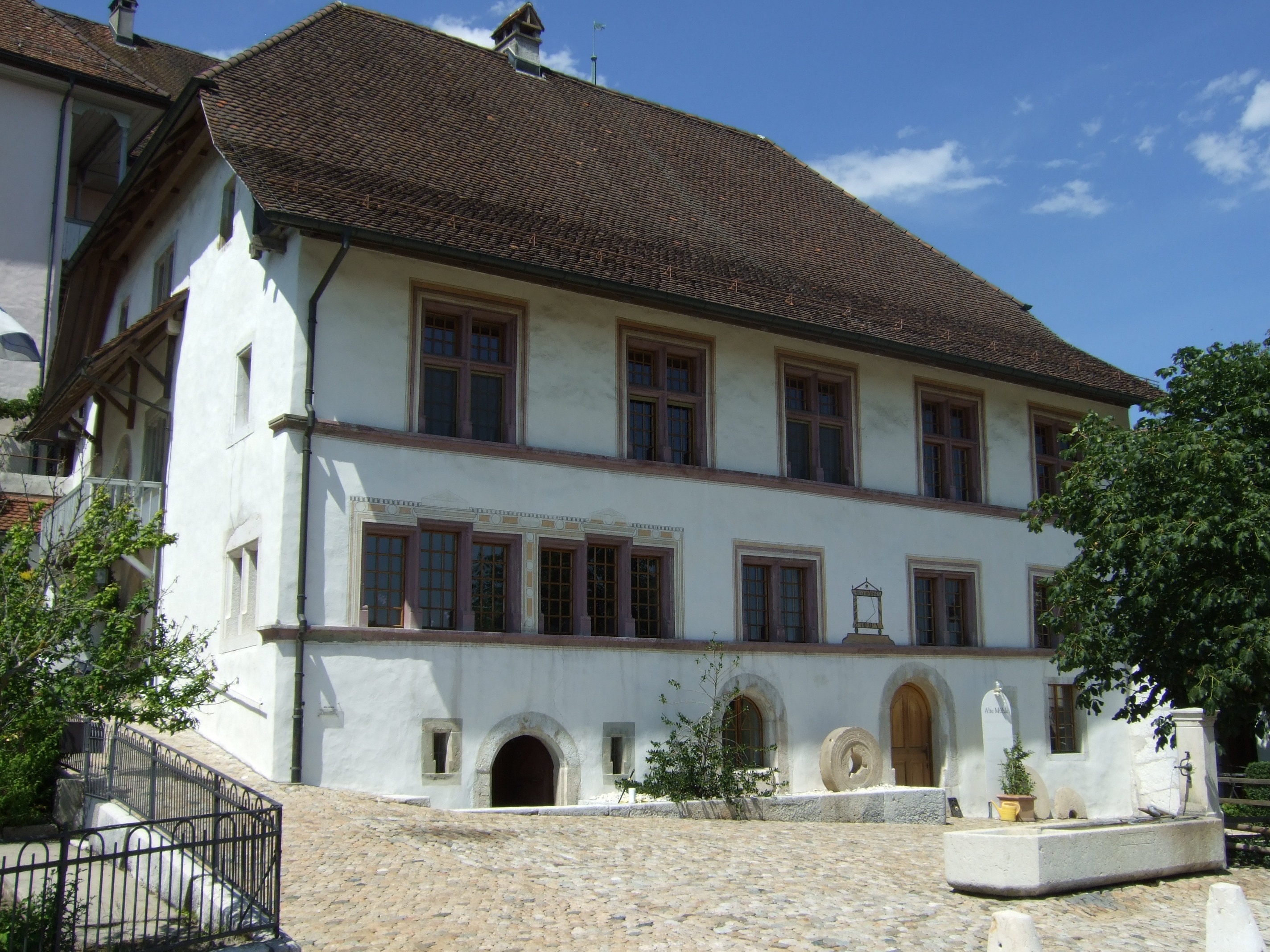
Alte Mühle
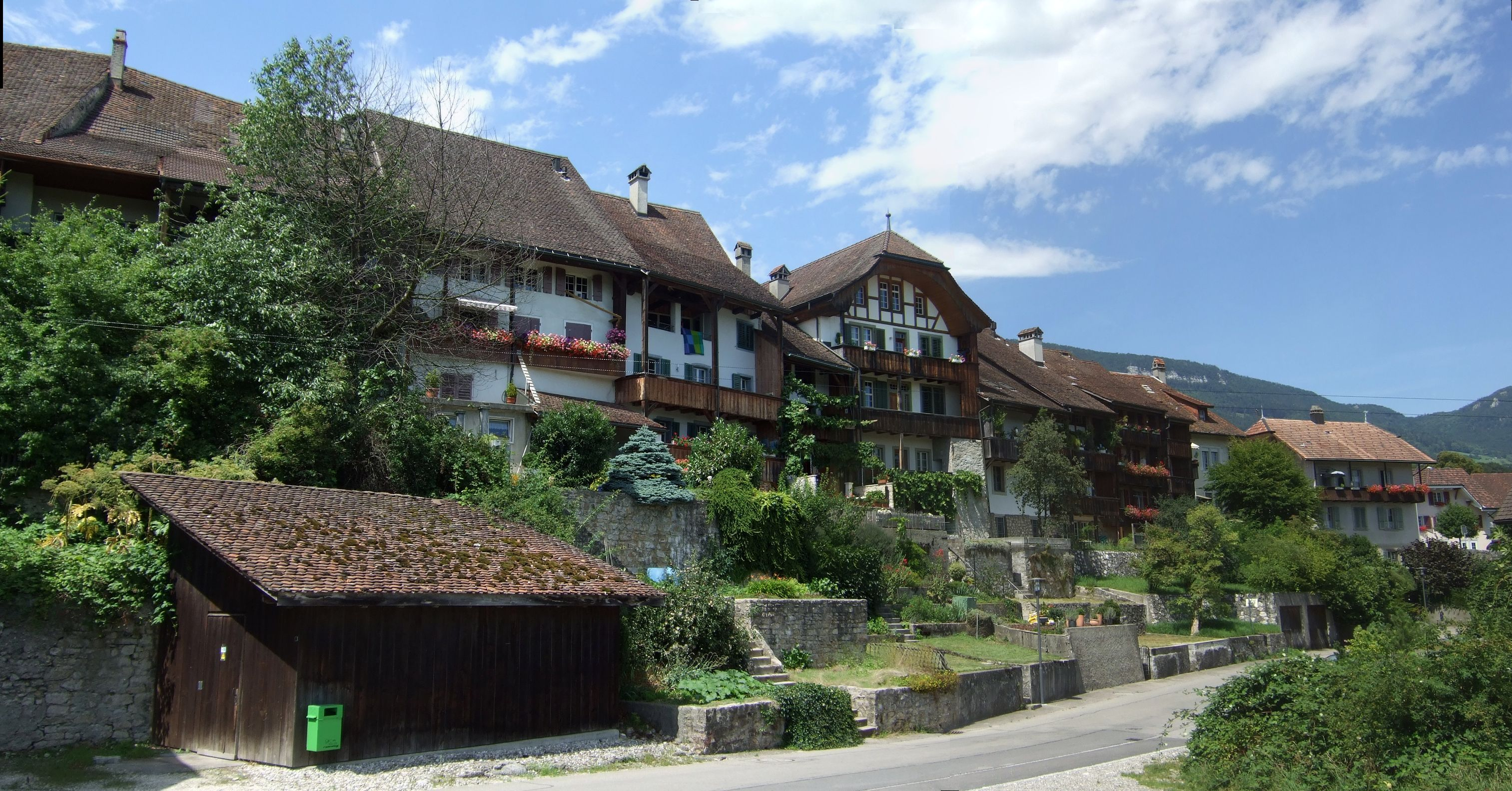
Südansicht vom Städtli
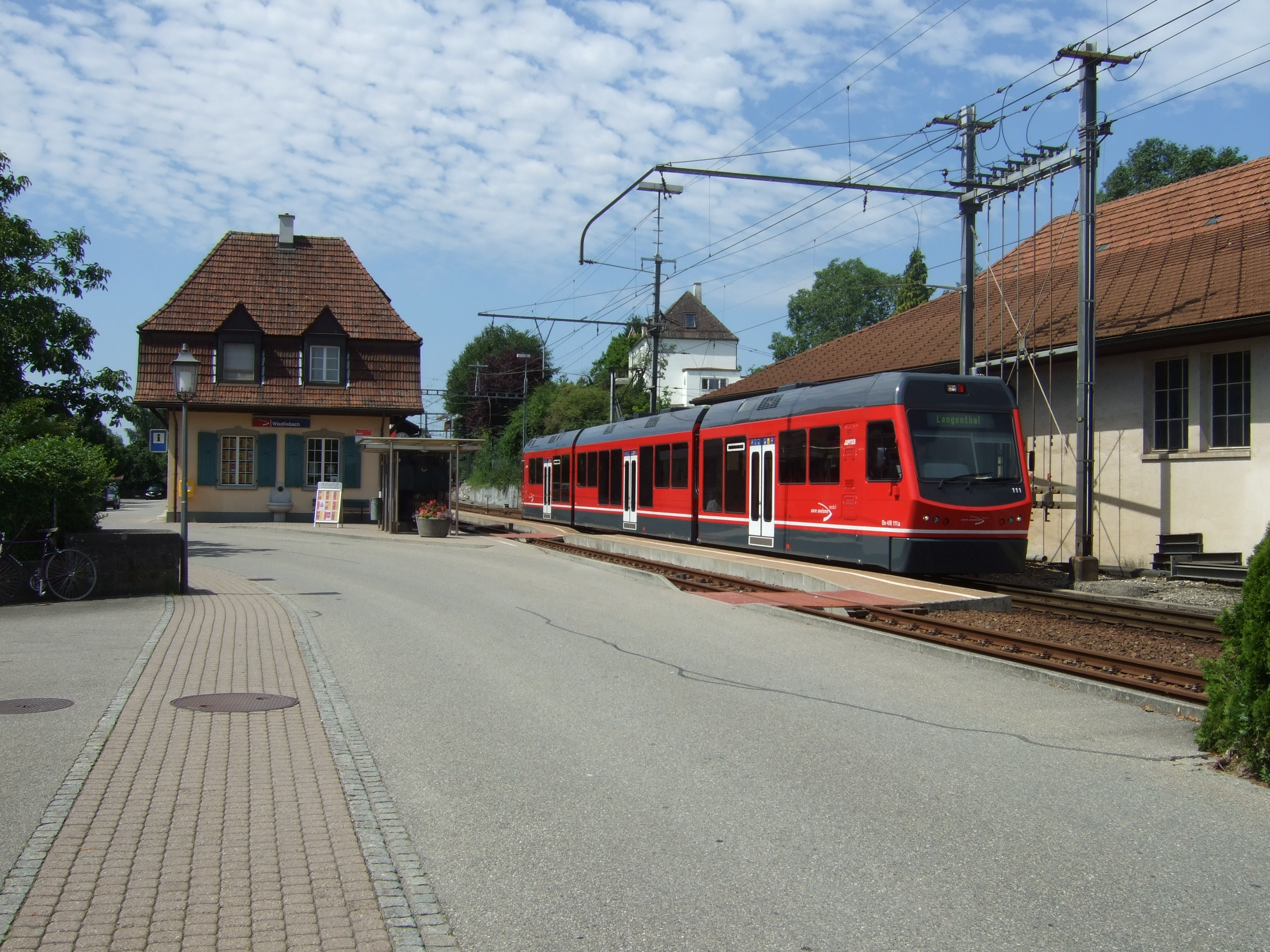
Bahnhof Wiedlisbach mit neuem «Bipperlisi»
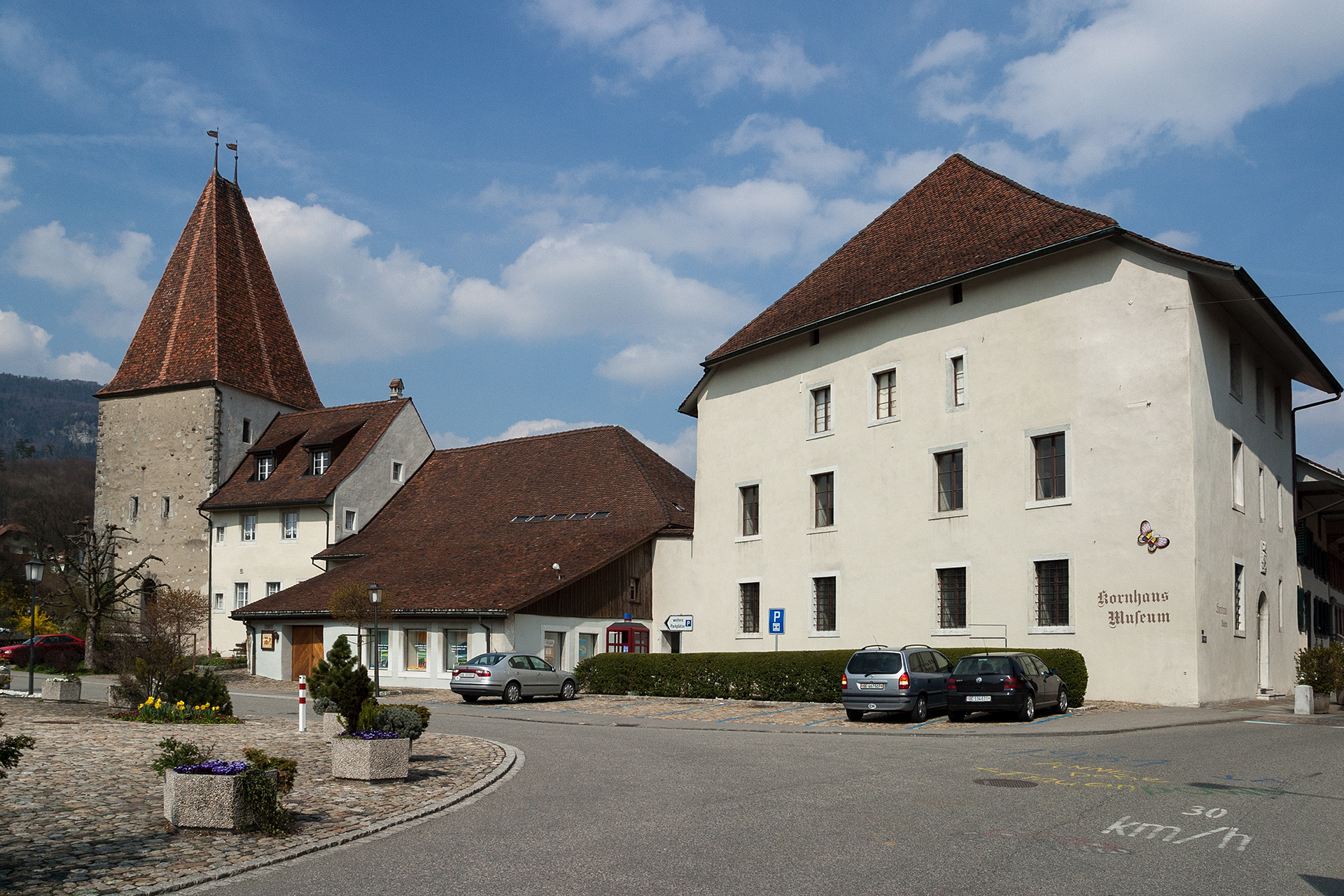
Wohnturm und Kornhaus-Museum
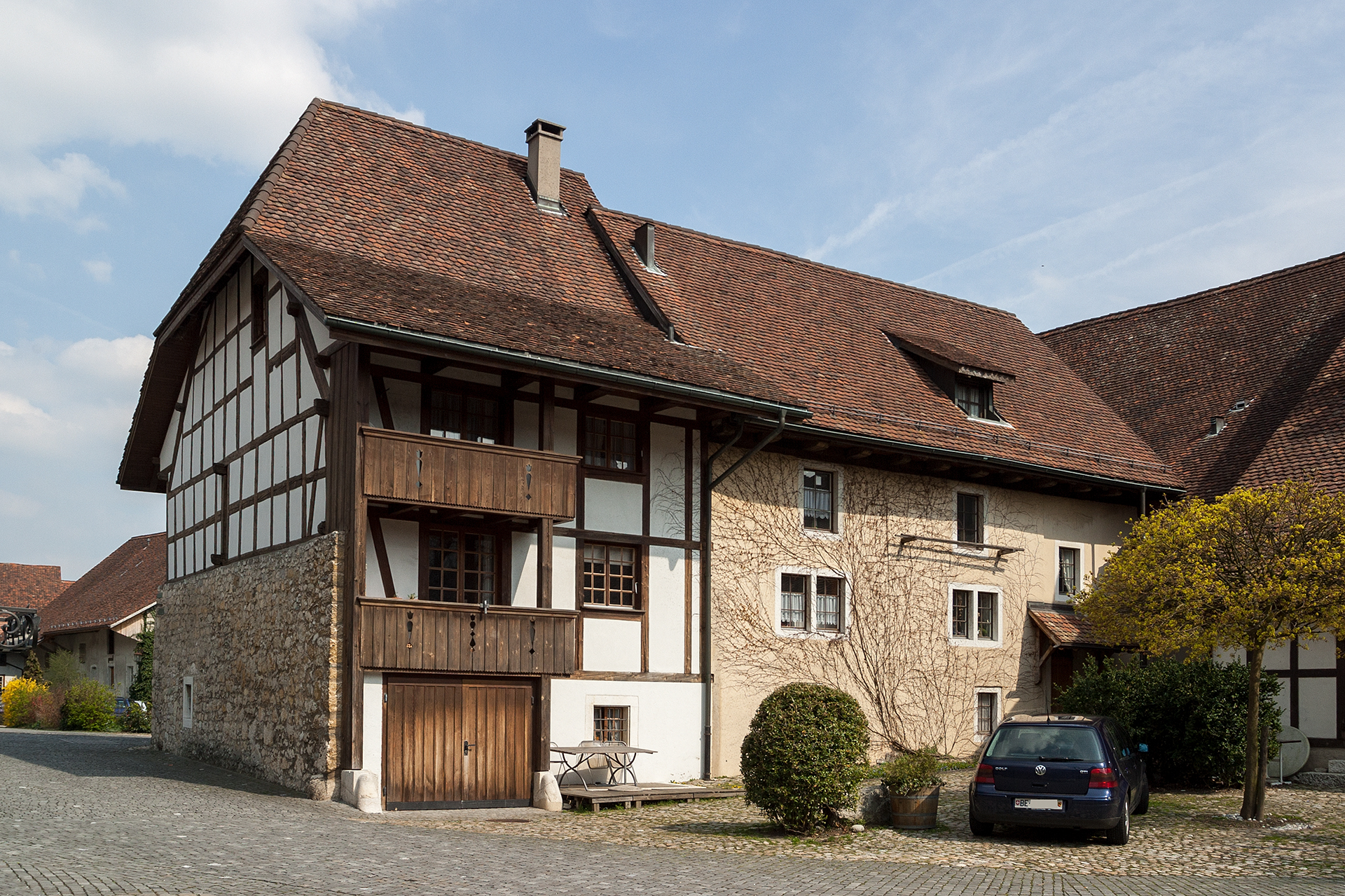
Im Hinterstädtli